# Odontocera morii
Odontocera morii är en skalbaggsart som beskrevs av Tavakilian och Peñaherrera 2003. Odontocera morii ingår i släktet Odontocera och familjen långhorningar. Inga underarter finns listade i Catalogue of Life.